# Комплекс підготовки нафти і газу Тенгіз
Комплекс підготовки нафти і газу Тенгіз — складова облаштування унікального нафтового родовища Тенгіз.

## Склад комплексу
Розробка родовища Тенгіз почалась у 1991 році, при цьому перша черга його облаштування включала Тенгізький нафтогазопереробний завод (ТНГПЗ, також відомий як "завод першого покоління), у складі якого в підсумку ввели в дію п'ять технологічних ліній підготовки продукції, а саме:
- не пізніше 1993-го стали до ладу об'єднані у КТЛ-1 (КТЛ — Комплексна Технологічна лінія) дві лінії з номерами 1.1 та 1.2;
- у 1996-му запустили КТЛ-2 із двох ліній з номерами 2.1 та 2.2;
- в 2000-му стала до ладу третя лінія у складі КТЛ-2 із позначенням 2.3.
У 2008-му ввели в дію Завод другого покоління (ЗДП), який мав одну технологічну лінію, проте потужністю на рівні всього ТНГПЗ. Станом на 2016 рік ТНГПЗ та ЗДП фактично пропускали 41 тисячу тонн та понад 43 тисячі тонн нафти на добу відповідно.
ТНГПЗ та ЗДП провадять підготовку нафти шляхом вилучення попутного газу, знесолювання та видалення метил- та етилмеркаптанів. Попутний газ далі проходить очистку від сірководню та діоксиду вуглецю, після чого провадиться його фракціонування з отриманням бутану, пропану та товарного газу.
В 2016-му прийняли рішення про спорудження Заводу третього покоління (ЗТП) в межах проекту, який має довести річний видобуток з Тенгізу до 40 млн тонн нафти на рік (в 2022-му з родовища отримали 29 млн тонн) та 38 млрд м3 газу. В межах будівництва ЗТП для доставки великогабаритного обладнання в Каспійському морі спорудили підхідний канал завдовжки 74 км, шириною 61 метр та глибиною 4,8 метра. Канал має чотири ділянки для розходження суден на випадок надзвичайних обставин та басейн розвороту діаметром 300 метрів. Також замовили 17 спеціально спроектованих суден типу MCV (Module Carrying Vessel), які спустили на воду в 2017—2018 роках на верфях у Румунії та В'єтнамі. Судна довжиною 123 метра та шириною 16,5 метра були здатні перевозити по 1,8 тисяч тонн вантажу.
Особливістю ЗДП стала система зворотного закачування газу у пласт, для чого встановили компресор від італійської компанії Nuovo Pignone, здатний піднімати тиск 51 МПа. Закачування почалось у 2006-му та на першому етапі було обмежене рівнем у 0,24 млн м3 на годину підготованого газу. Станом на середину 2010-х компресор досягнув максимальної продуктивності на рівні 0,41 млн м3 на годину, при цьому додаткові обсяги отримали за рахунок газу, що не пройшов підготовки із вилученням сірководню. Майбутній ЗТП матиме здатність закачувати у пласт 1,07 млн м3 на годину.

## Вивіз продукції
Товарна нафта відправляється з майданчику по трубопроводу Каспійського трубопровідного консорціуму.
Видача товарного газу відбувається за допомогою газопроводу Тенгіз – Кульсари. Втім, значна частина газу використовується на самому тенгізькому майданчику — для зворотного закачування у пласт, як паливний газ на виробничих установках та для живлення ТЕС Тенгіз.
Пропан та бутан вивозять залізницею. З 2022-го великим споживачем пропану стала споруджена у тій же Атирауській області установка дегідрогенізації пропану компанії KPI, яка потребує 0,55 млн тонн сировини на рік. Існують плани прокладання до майданчику KPI пропанопроводу.
Наразі комплекс не провадить роботу з етаном, хоча в попутному газі Тенгізу його частка складає 10,8 %. Існують плани по монетизації зазначеного ресурсу, для чого планується прокласти до майданчику все тієї ж KPI етанопровід.

## Випуск сірки
Очистка від сірковмісних сполук є особливо важливим елементом діяльності комплексу, оскільки попутний газ Тенгізу містить 16,5 % сірководню (та 3,6 % діоксиду вуглецю). Первісно сірка відправлялась на полігони зберігання, де накопичилось 10 млн тонн цього продукту, що викликало серйозне занепокоєння природоохоронних організацій.
Завдяки придбанню установок гранулювання сірки, в 2007-му обсяг її реалізації досягнув 1,6 млн тонн, що перевищило продукування при очистці. В подальшому тенденція зберігалась і за 9 місяців 2014-го реалізували 2,8 млн тонн сірки при вилученні з нафти 1,7 млн тонн. У 2015-му вся накопичена на полігоні сірка була відправлена споживачам.